# Iglesia de la Inmaculada Concepción (Mezquetillas)
La iglesia de la Inmaculada Concepción se encuentra en Mezquetillas (Provincia de Soria, Castilla y León, España).
Localizada sobre una pequeña colina que acoge el pueblo, la iglesia fue construida aprovechando los restos de una torre de origen árabe anterior.

## Historia
Mezquetillas fue conocida por Almanzor allá por el año 1002, el cual según cuenta la leyenda, tras ser herido y derrotado por los cristianos en la Batalla de Calatañazor, huyó hacia la ciudad de Madina Salim (llamada después Medinaceli) protegido y transportado por su ejército sobre unas literas de madera; y cuentan que, durante ese largo camino de huida y persecución, se negó a comer y a beber agua, llegando agonizante a Medinaceli, donde murió en la noche del 10 al 11 de agosto de 1002, lugar éste donde se cree que se halla enterrado.
Tras la reconquista, la iglesia fue edificada utilizando los restos de una torre de origen árabe, usada como base para la construcción de aquella. La tradición sitúa aquí una mezquita árabe, que pudiera tratarse de una construcción mozárabe, religiosa o militar, sobre otra islámica anterior.

## Descripción
Los restos de la torre son visibles a los pies del templo. Llama la atención el aparejo de los muros, realizado a tizón desde la base, algo poco habitual en la zona y sin ninguna relación con las torres de origen bereber el valle del Rituerto. Gaya Nuño diría de ella que tiene aparejo "absolutamente cordobés" y describe la torre como muy fuerte, con muros de metro y medio de espesor y muy altos.
Sobre la torre se construyó la iglesia actual, adosándole la nave y ábside. En una de las esquinas se elevó el airoso campanario de pequeño tamaño datable a finales del siglo XVI o principios del siglo XVII. De este siglo y con reminiscencias platerescas parece ser la portada, constituida por un arco de medio punto flanqueado por dos columnas acanaladas.